# Charang (Mustang)
Charang (Nepali चाराङ) ist ein Dorf und ein Village Development Committee im Distrikt Mustang im oberen Flusstal des Kali Gandaki.
Der Ort Charang liegt auf einer Höhe von 3580 m auf der westlichen Talseite, 10 km südlich von Lo Manthang.

## Einwohner
Bei der Volkszählung 2011 hatte Charang 452 Einwohner (davon 217 männlich) in 132 Haushalten.

## Dörfer und Weiler
Charang besteht aus mehreren Dörfern und Weilern:
- Charang (Tsarang) (3580 m ⊙)
- Ghar Gumba (3920 m ⊙)
- Marang (3700 m ⊙)
- Saukre (3825 m ⊙)

## Galerie

Charang
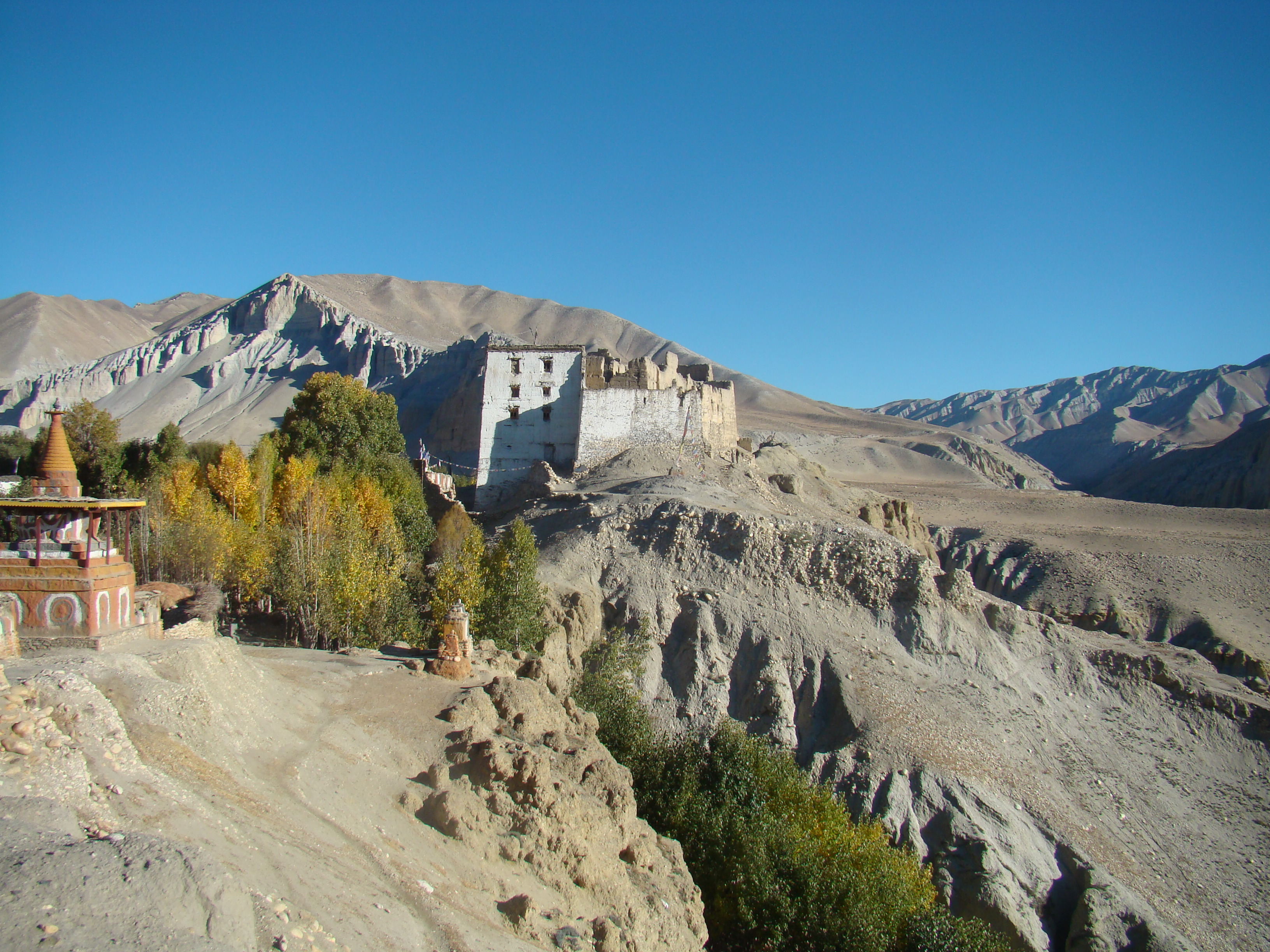
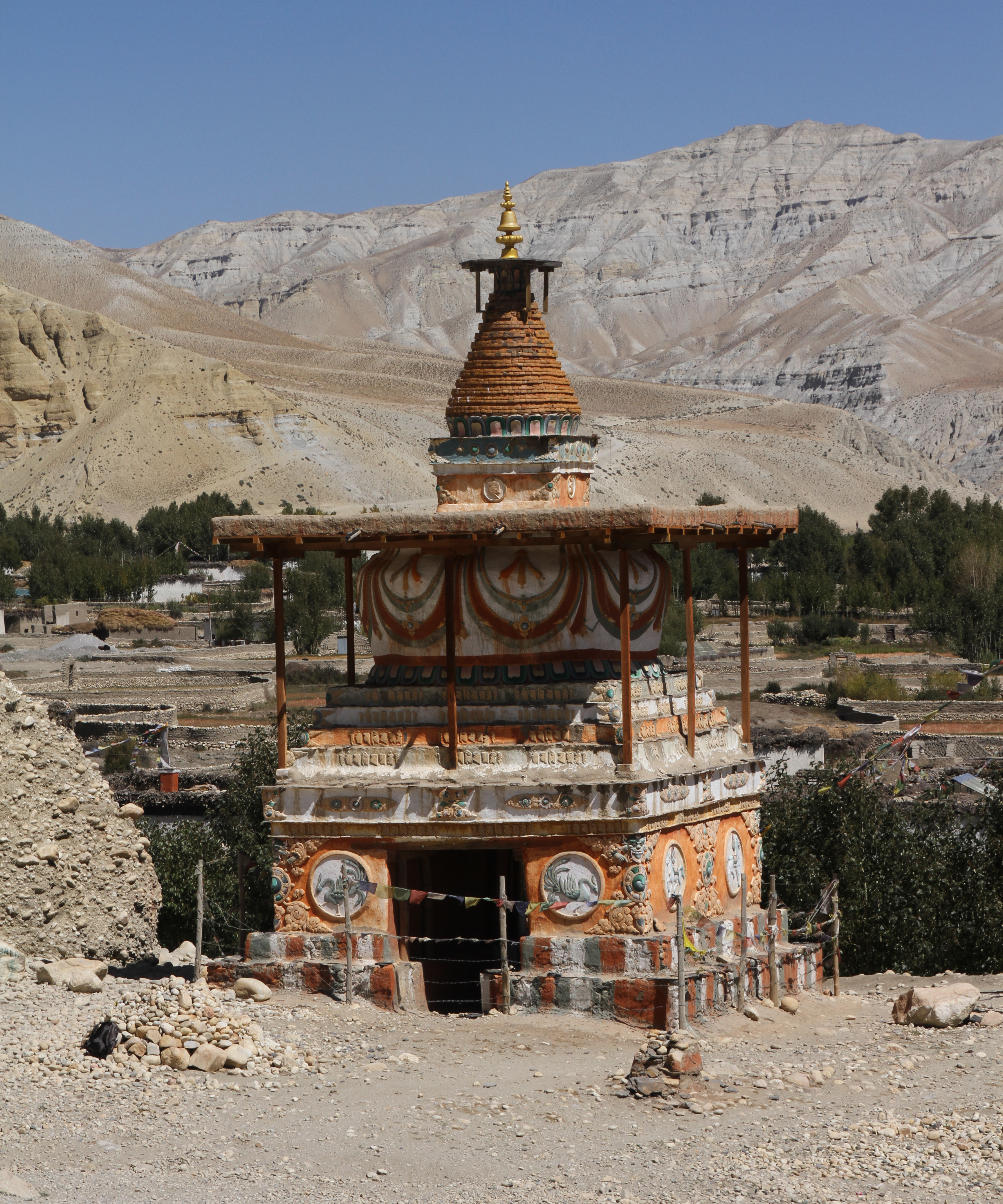
Südlicher Torchörten
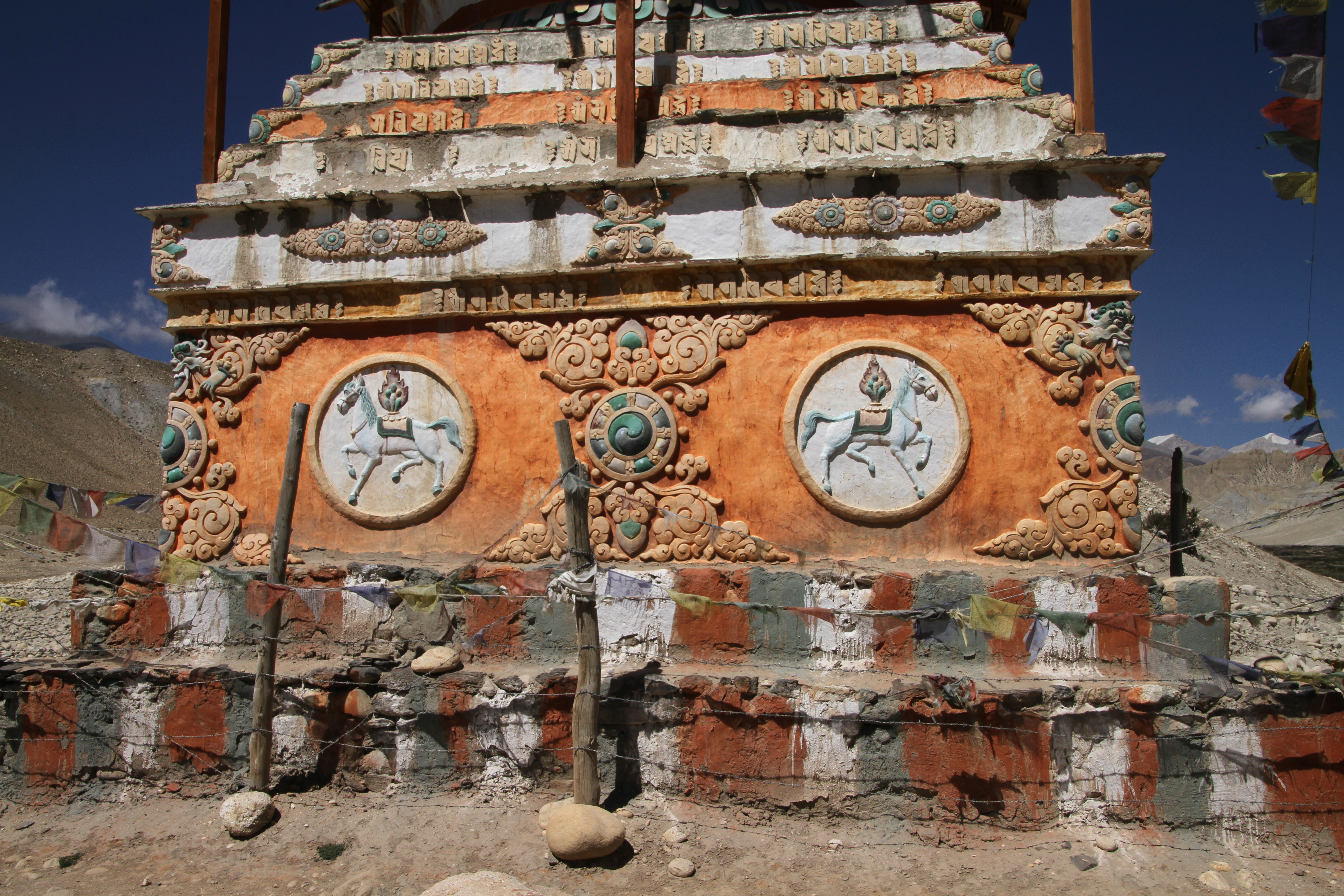
Südlicher Torchörten
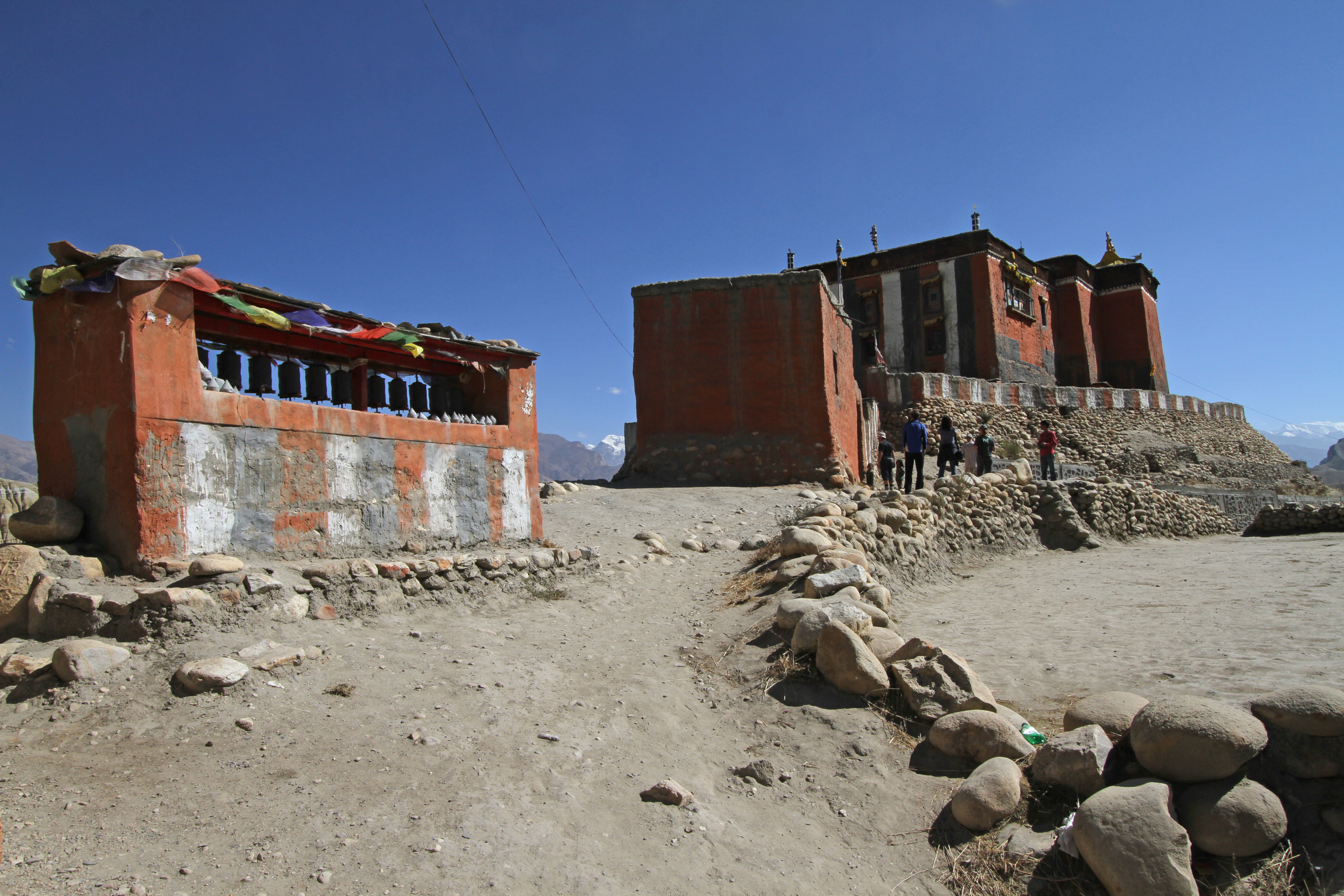
Gompa Thubten Shedrup Dhargyeling
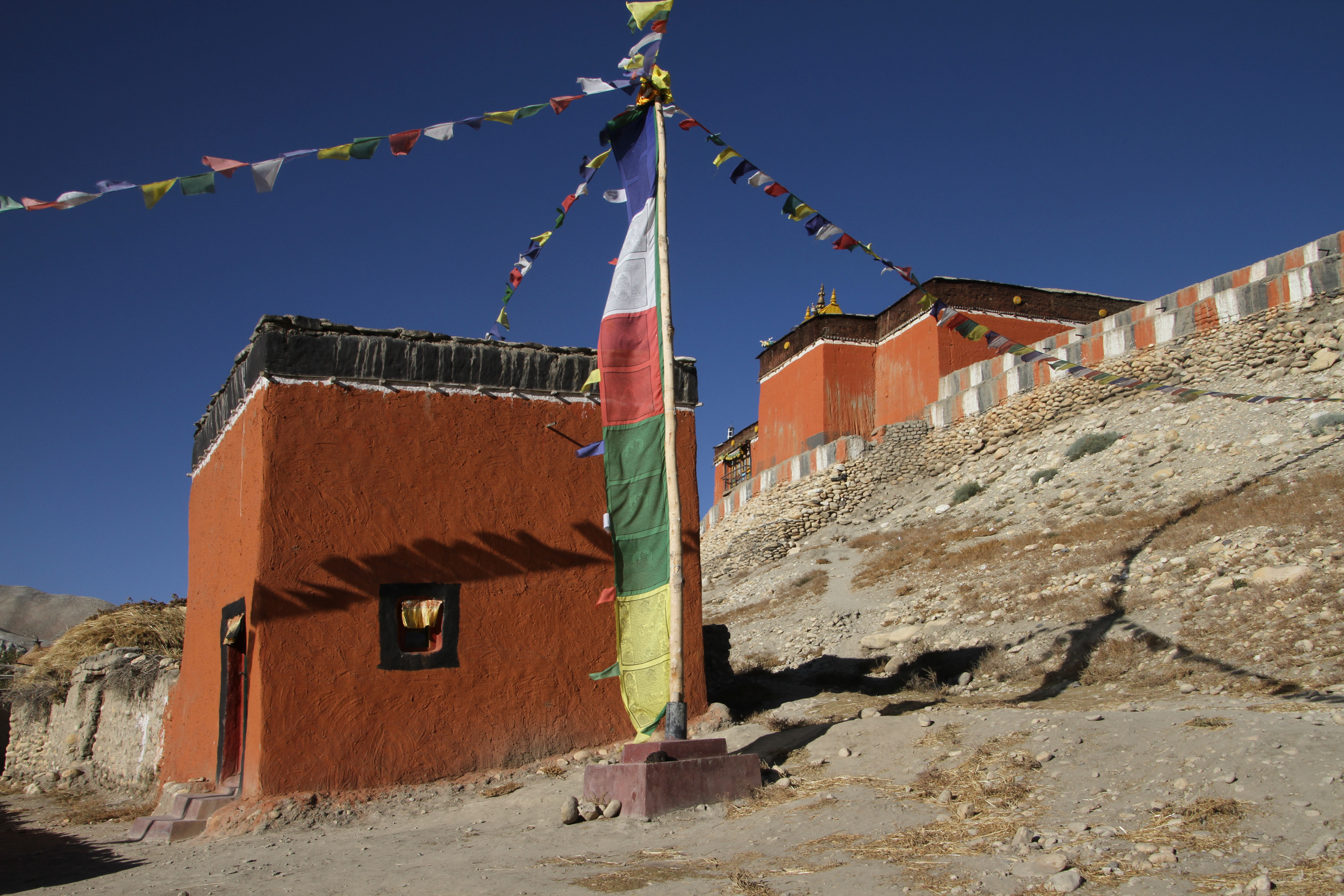
Gompa Thubten Shedrup Dhargyeling
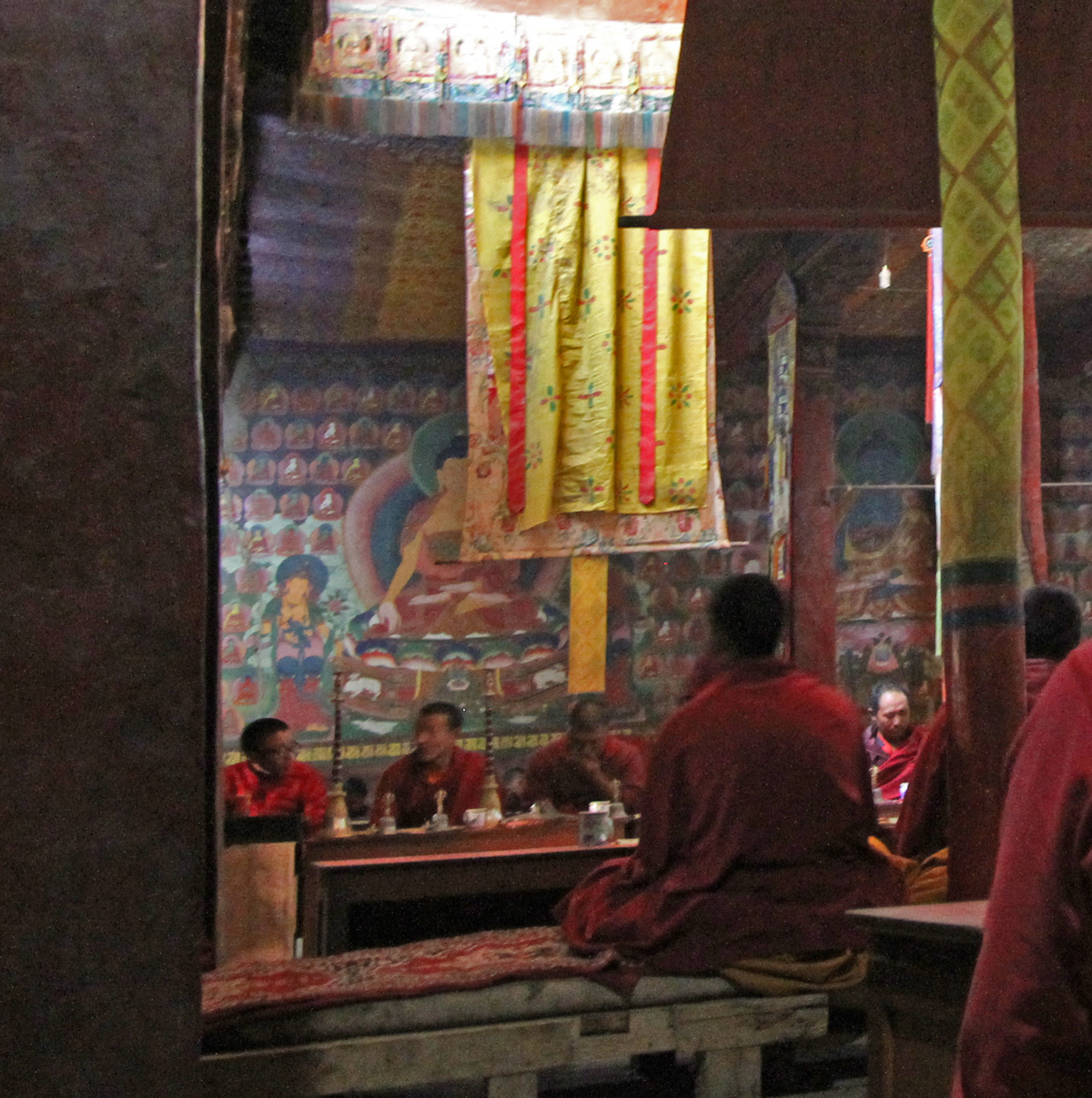
Gompa Thubten Shedrup Dhargyeling
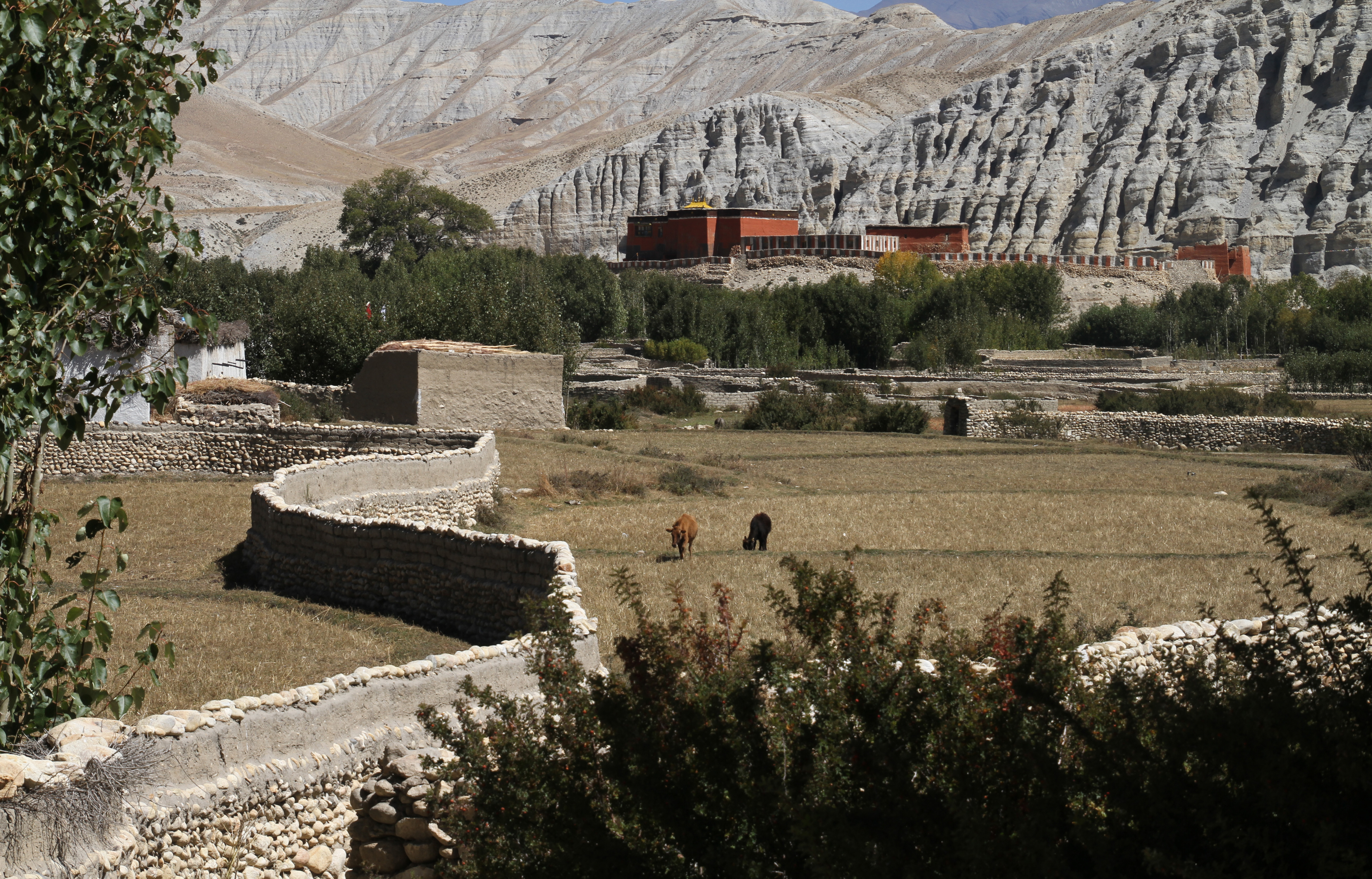
Felder
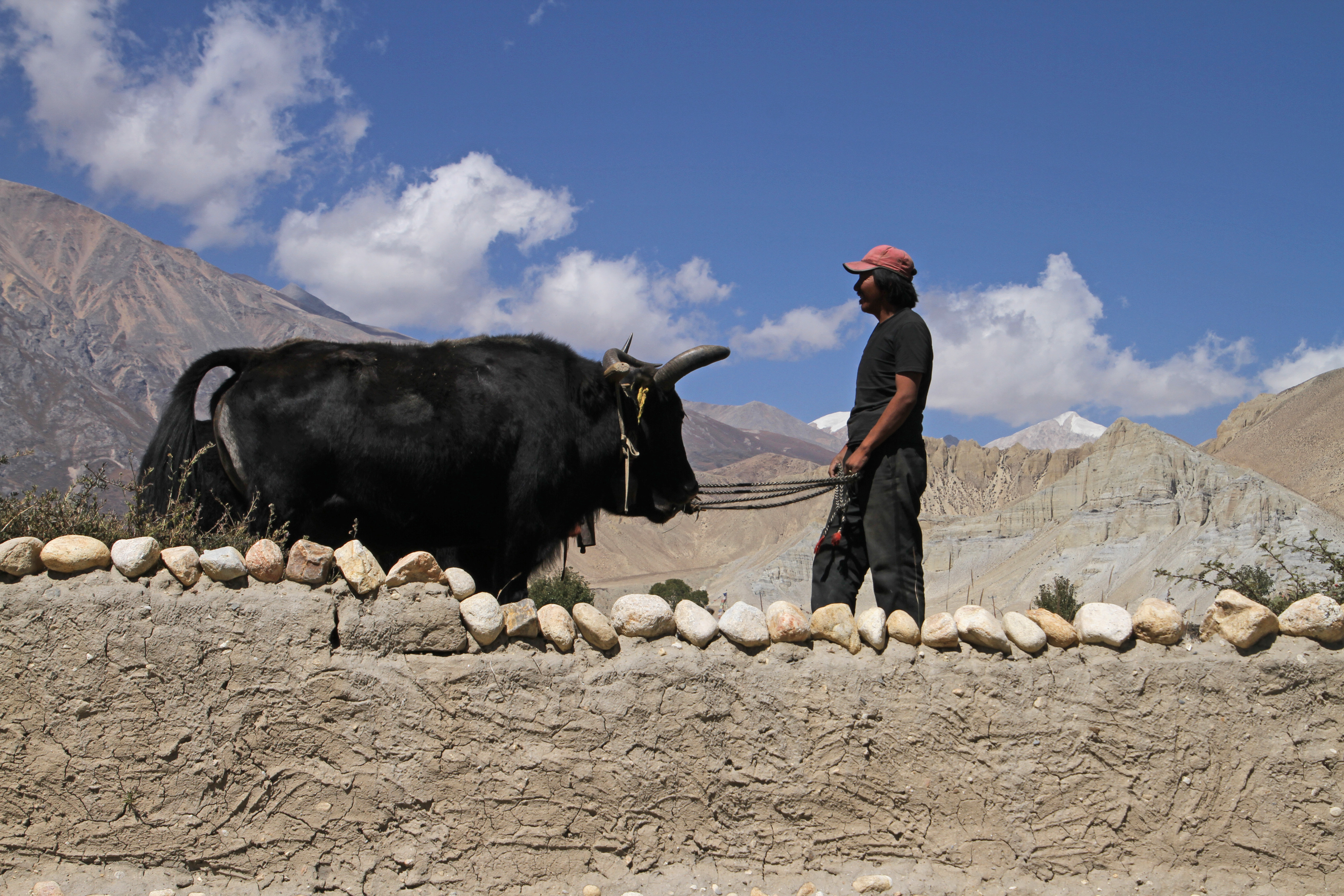
Feldarbeit